# Nancy Hartsock
Nancy Hartsock (1943 – 19 de marzo de 2015) fue una filósofa y feminista estadounidense.

## Carrera
En 1972, Nancy Hartsock presentó su tesis doctoral "Philosophy, Ideology, and Ordinary Language: The Political Thought of Black Community Leaders" (Filosofía, ideología y lenguaje cotidiano: el pensamiento político de las comunidades negras líderes") y se doctoró en Ciencias Políticas por la Universidad de Chicago. En la década de los 1970, Hartsock defiende que las mujeres desarrollan su pensamiento crítico y obtienen la libertad solo cuando apoyan de forma activa al feminismo y a sus detractores. Desarrolla este punto de vista en el artículo "The Feminist StandPoint" (El Punto de Vista Feminista"). Su magnum opus, Money, Sex, and Power: Toward a Feminist Historical Materialism" (1983), ofreció un gran aporte a la diferenciación entre hombres y mujeres en cuestiones laborales y sobre todo, al trabajo de las mujeres como recurso para el desarrollo del feminismo. Fue popular por su trabajo en la rama de la epistemología feminista, especialmente con el ensayo "The Feminist Standpoint" ("El punto de vista feminista"), el cual integró las teorías del psicoanálisis de Melanie Klein. Su punto de vista, derivado del marxismo, proclama que el proletariado tiene una perspectiva diferente de las relaciones sociales y que solo esta perspectiva revela la realidad. Hizo una analogía entre la labor industrial del proletariado y la labor doméstica de la mujer ama de casa, demostrando que las mujeres también pueden tener un punto de vista particular. Éste fue ampliamente reimpreso en antologías editadas de la teoría feminista. Estas dos obras se encuentran entre las piezas académicas más influyentes y ampliamente citadas en la teoría feminista y política. Su trabajo fue adoptado, ampliado y revisado, así como criticado por académicas feministas. En su trabajo posterior, Nancy Hartsock centró su atención en las dinámicas económicas y políticas de la globalización y sus impactos en el trabajo de las mujeres y sus oportunidades en la vida. Estas obras se consideran obras fundadoras de la teoría feminista moderna.
En el año 1984, Hartsock fue docente de Ciencias Políticas y Estudios de la Mujer en la Universidad de Washington, (actualmente denominado Género, Mujeres y Estudios de Sexualidad) y en el año 1993, recibió un premio de especial mención de la American Political Science Association Women´s Caucus. De 1994 a 1995, fue presidenta de la Western Political Sciense Association. En 1999, cofundó el Centro para la Mujer y la Democracia en Seattle. En 1998, se publicó "The Feminist Standpoint Revisited and Other Essays", en la que detalla el esfuerzo por forjar un feminismo lo bastante fuerte como para hacer frente al poder de las fuerzas políticas y económicas a través de sus viejas tesis.

## Posteridad
En 2009, cuando se retira, la Universidad de Washington creó un premio en su nombre: "The Nancy C.M. Hartsock Prize for Best Graduate Paper in Feminist Theory", dedicado a los mejores trabajos de investigación en la teoría feminista.
A Nancy Hartsock le diagnosticaron cáncer de mama en el año 1985 y se dijo que le quedaban solo meses de vida (aunque luchó durante 30 años contra esta enfermedad. También dejó un importante legado lleno de logros, contribuciones y capacidad de recuperación. Además de su búsqueda apasionada de la teoría feminista y la justicia social y a día de hoy sigue siendo un pilar fundamental para la investigación feminista.

## Libros
- Hartsock, Nancy (1983). Money, sex, and power: toward a feminist historical materialism. New York: Longman. ISBN 9780582282803.
- Hartsock, Nancy (1998). The feminist standpoint revisited and other essays. Boulder, Colorado: Westview Press. ISBN 9780813315584.

## Capítulos de libros
- Hartsock, Nancy (1997), "The feminist standpoint: developing the ground for a specifically feminist historical materialism", in Nicholson, Linda, The second wave: a reader in feminist theory, New York: Routledge, pp. 216–240, ISBN 9780415917612.
- Hartsock, Nancy (2004), "The feminist standpoint: developing the ground for a specifically feminist historical materialism", in Harding, Sandra; Hintikka, Merrill B., The feminist standpoint theory reader: intellectual and political controversies, New York: Routledge, pp. 35–54, ISBN 9780415945011.

## Artículos de revista
- Hartsock, Nancy (Summer 1974). "Political change: two perspectives on power". Quest. Diana Press. 1 (1): 10–25.
- Hartsock, Nancy (Winter 1989–1990). "Postmodernism and political change: issues for feminist theory". Cultural Critique, special issue no. 14: The construction of gender and modes of social division II. University of Minnesota Press via JSTOR. 14: 15–33. doi:10.2307/1354291. JSTOR 1354291.
- Hartsock, Nancy (Winter 1997). "Comment on Hekman's "Truth and Method: Feminist Standpoint Theory Revisited": truth or justice?". Signs: Journal of Women in Culture and Society. The University of Chicago Press via JSTOR. 22 (2): 367–374. JSTOR 3175277.